# Eutidem de Sició
Eutidem de Sició (en llatí Euthydemus, en grec antic Εὐθύδημος) fou un polític de Sició que va obtenir la tirania de la ciutat conjuntament a Timòclides. Segons Pausànias, quan fou deposat, el poder va passar a Clínies de Sició, que era el pare del famós Àrat de Sició.